# Tatinger Kanne
Tatinger Kanne ist die moderne Bezeichnung für eine Form frühmittelalterlicher Gefäße, die ins späte 8. und frühe 9. Jahrhundert n. Chr. datiert wird.
Bei den Tatinger Kannen handelt es sich um schwarze Tongefäße mit einer charakteristischen Verzierung aus aufgelegten Zinnfolien. Der Name leitet sich vom Fundplatz Tating in Nordfriesland ab. Gefäße dieser Art sind von Skandinavien bis ins Rheinland und das Maingebiet verbreitet, Herstellungsorte oder Herkunftsregionen sind derzeit noch unbekannt. In Siedlungen finden sich meist nur Scherben, einige wenige intakte Stücke stammen als Beigabe aus skandinavischen Gräbern.